# Rauzan
Rauzan  egy francia település Gironde megyében az Aquitania régióban. Lakosainak száma 1253 fő (2022. január 1.).

## Adminisztráció
Polgármesterek:
- 2008–2020 Gérard César

## Demográfia
| Lakosok száma | 858  | 888  | 978  | 1122 | 1189 | 1206 | 1211 | 1236 | 1248 | 1253 |
|               | 1968 | 1982 | 1990 | 2006 | 2013 | 2015 | 2017 | 2019 | 2020 | 2022 |

## Látnivalók
- Rauzan vár (Château de Rauzan) A XII. században épült.
- Célestine barlang